# ステファノー (衛星)
ステファノー (Uranus XX Stephano) またはステファーノは、天王星の第20衛星である。

## 発見と命名

### 発見報告と確定
ステファノーは、1999年7月18日にジョン・J・カヴェラーズらによってカナダ・フランス・ハワイ望遠鏡を用いた観測によって発見された。この時の観測では、別の天王星の衛星セティボス（発見時の仮符号は S/1999 U 1）も発見されており、さらに同日にプロスペロー (S/1999 U 3) も発見されている。発見は同年7月27日に国際天文学連合のサーキュラーで公表され S/1999 U 2 という仮符号が与えられたが、この段階では確実に天王星の衛星であるという確証は得られず、ケンタウルス族の天体だとしても観測された位置を説明することができた。しかし、天王星の見かけの動きと似たケンタウルス族天体はそれまで発見されていなかったため、S/1999 U 1 と共に天王星の衛星である可能性は高いとされた。
発見報告後も継続的に観測が行われ、2000年には S/1999 U 1 と共に天王星の衛星であることが確実視された。この段階の軌道解析では軌道傾斜角がおよそ 69° の大きく傾いた順行衛星だと思われていたが、後の観測でおよそ 141.5° の逆行衛星であることが明らかになった。

### 命名
最終的に軌道が確定したことを受け、2000年8月21日にウィリアム・シェイクスピアの戯曲『テンペスト』に登場する人物に因んで命名され、Uranus XX という確定番号が与えられた。なお日本語表記としては ステファーノ という表記も見られ、国立天文台の発行する天文ニュースではこちらが使われていた。

### 名称の由来
ステファノーという名前は、ウィリアム・シェイクスピアの戯曲『テンペスト』に登場する、主人公プロスペローを放逐した政敵の一味に同行し乗船していた、酔いどれの執事ステファノーにちなんで付けられた。

## 特徴

天王星周りの不規則衛星の軌道のアニメーション。赤色がステファノーである。
天王星·
シコラクス·
フランシスコ·
キャリバン·
ステファノー·
トリンキュロー

内衛星群と異なり、軌道も大きく傾いており、逆行軌道を持つ不規則衛星である。直径は約 32 km とされている。キャリバンやフランシスコと力学的に似た軌道を持っており、共通の起源を持っている可能性がある。天王星が形成された後、もしくは形成段階に、天王星によって捕獲されて衛星になったと考えられている。太陽系内の多くの衛星を発見しているスコット・S・シェパードは、天王星からの軌道長半径が 700万 km から 800万 km の範囲にあるキャリバン、ステファノー、および S/2023 U 1 の3つの衛星を「キャリバン群 (Caliban group)」という1つのグループにまとめている。